# Bulji
Bulji este o arie protejată (sit de importanță comunitară — SCI) din Croația întinsă pe o suprafață de 199,67 ha, integral pe uscat.

## Localizare
Centrul sitului Bulji este situat la coordonatele 44°24′55″N 15°54′38″E / 44.415335°N 15.910658°E.

## Înființare
Situl Bulji a fost declarat sit de importanță comunitară în iulie 2013 pentru a proteja 2 specii de plante.

## Biodiversitate
Situată în ecoregiunea alpină, aria protejată conține 2 habitate naturale: Pajiști uscate din regiunea submediteraneeană estică (Scorzoneratalia villosae), Pajiști cu Molinia pe soluri calcaroase, turboase sau argilos-nămoloase (Molinion caeruleae).
La baza desemnării sitului se află mai multe specii protejate de  plante (2): Klasea lycopifolia, Scilla litardierei.
Pe lângă speciile protejate, pe teritoriul sitului au mai fost identificate 2 specii de plante.